# Eleocharis tenuis
Eleocharis tenuis är en halvgräsart som först beskrevs av Carl Ludwig von Willdenow, och fick sitt nu gällande namn av Schult.. Eleocharis tenuis ingår i släktet småsäv, och familjen halvgräs.

## Underarter
Arten delas in i följande underarter:
- E. t. pseudoptera
- E. t. tenuis
- E. t. verrucosa